# 長崎電気軌道蛍茶屋支線
蛍茶屋支線（ほたるぢゃやしせん）は、長崎県長崎市の西浜町停留場と蛍茶屋停留場を結ぶ、長崎電気軌道の軌道路線である。

## 概要
本線から分岐し、馬町交差点（諏訪神社停留場付近）まで公会堂前通り、そこから先は国道34号上を経由し、市街地東端部の蛍茶屋停留場へ至る。蛍茶屋停留場付近には長崎電気軌道の営業所や車庫が構えている。
1号系統を除く全ての系統が乗り入れ、中でも3号系統以外は全線を通して運行される。本線のほか桜町支線とも接続しており、本線以外で複数の自社路線が接続する唯一の路線でもある。

## 路線データ
- 路線距離（営業キロ）：2.2 km
- 軌間：1435mm（狭軌）
- 停留場数：8（起終点含む）
- 複線区間：全線
- 電化区間：全線（直流600V）

## 歴史

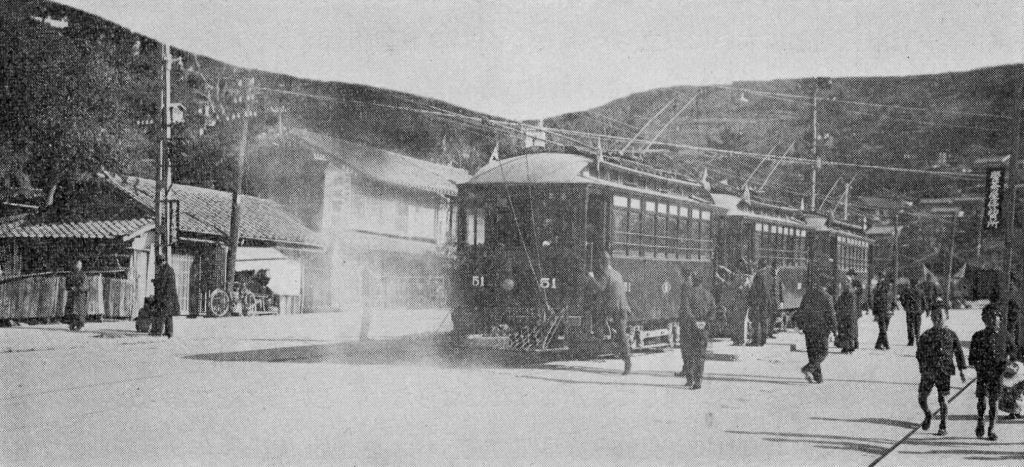
開業当日の蛍茶屋停留場

最初の開業区間は大正時代、長崎駅前方面から続く路線の一部として開業した。その後しばらくして西浜町方面の線路が開通するが、蛍茶屋停留場までの延伸は昭和期に入ってからとなる。
- 1920年（大正9年）
  - 7月9日：古町 - 馬町間が開通[1]。馬町停留場開業。
  - 12月25日：西浜町 - 古町間開通[1]。賑橋・酒屋町停留場開業。
- 1922年（大正11年）3月24日：馬町停留場付近に馬町車庫が完成[2]。
- 1934年（昭和9年）
  - 10月25日：馬町車庫を閉鎖[2]。
  - 12月20日：古町 - 蛍茶屋間開通[3]。諏訪神社下・桜馬場町・中川町・蛍茶屋各停留場開業。ルート変更により古町 - 馬町間廃止[4]。
- 1936年（昭和11年）9月：諏訪神社下停留場を諏訪神社前停留場へ改称[5]。
- 1937年（昭和12年）3月：蛍茶屋車庫が完成[6]。
- 1944年（昭和19年）1月：戦時下の急行運転に伴い、酒屋町・桜馬場町各停留場が廃止[7][8]。
- 1945年（昭和20年）
  - 8月9日：長崎市への原子爆弾投下により不通[9]。
  - 11月25日：運行再開[9]。
- 1947年（昭和22年）12月：中川町停留場を新中川町停留場へ改称[4]。
- 1954年（昭和29年）3月1日：ルート変更により古町停留場廃止[10]、桶屋町停留場が開業[11]。
- 1962年（昭和37年）7月8日：蛍茶屋車庫から360形電車363号が逸走し、新大工町停留場に停車していた365号と追突事故[12]、12人が死傷[13]。
- 1963年（昭和38年）3月：桶屋町停留場を公会堂前停留場に改称[11]。
- 1967年（昭和42年）9月21日：諏訪神社前 - 蛍茶屋間において、普通自動車の軌道敷内通行が認められる [14]。
- 1982年（昭和57年）
  - 7月23日：長崎大水害により運休[15]。
  - 7月25日：運行再開[15]。
- 1989年（平成元年）3月29日：道路拡幅に伴い、諏訪神社前 - 新中川町間の軌道移設、およびセンターポール化工事完了[16]。普通自動車の軌道敷内通行が再び禁止となる[14][17][16]。
- 2017年（平成29年）
  - 10月22日：公会堂前停留場付近の線路改良工事のため、3号系統の蛍茶屋支線乗り入れを中止[18][19]。
  - 11月29日：3号系統の乗り入れを全面再開[20]。西浜町方面と桜町支線の渡り線が撤去される。
- 2018年（平成30年）8月1日：西浜町停留場のアーケード入口乗り場を独立させる形で、浜町アーケード停留場が開業[21][22]。賑橋停留場をめがね橋停留場へ、公会堂前停留場を市民会館停留場へ、諏訪神社前停留場を諏訪神社停留場へ改称[21][22]。
- 2023年（令和5年）1月4日：市民会館停留場を市役所停留場に改称[23]。

## 運行状況
1号系統が約5.5分間隔、3号系統が約6分間隔、4号系統が約20分間隔、5号系統が約8分間隔で運行されている。このほか、深夜帯に2号系統が1往復のみ運行される。

## 停留場一覧
- 全停留場が長崎県長崎市に所在。全線複線、併用軌道。

| 番号 | 停留場名             | 駅間 キロ | 営業 キロ | 系統 | 系統 | 系統 | 系統 | 接続路線                    |
| ---- | -------------------- | --------- | --------- | ---- | ---- | ---- | ---- | --------------------------- |
| 32   | 西浜町停留場         | -         | 0.0       | 2    |      | 4    | 5    | 長崎電気軌道：本線          |
| 36   | 浜町アーケード停留場 | 0.1       | 0.1       | 2    |      | 4    | 5    |                             |
| 37   | めがね橋停留場       | 0.3       | 0.4       | 2    |      | 4    | 5    |                             |
| 38   | 市役所停留場         | 0.4       | 0.8       | 2    | 3    | 4    | 5    | 長崎電気軌道：桜町支線 (45) |
| 39   | 諏訪神社停留場       | 0.5       | 1.3       | 2    | 3    | 4    | 5    |                             |
| 40   | 新大工町停留場       | 0.2       | 1.5       | 2    | 3    | 4    | 5    |                             |
| 41   | 新中川町停留場       | 0.4       | 1.9       | 2    | 3    | 4    | 5    |                             |
| 43   | 蛍茶屋停留場         | 0.3       | 2.2       | 2    | 3    | 4    | 5    |                             |

### 廃止停留場
- 酒屋町停留場：賑橋（現・めがね橋） - 古町間[5]、1944年1月廃止[7][8]。
- 古町停留場：酒屋町 - 諏訪神社前（現・諏訪神社）間[5]、1954年3月1日廃止[10]。
- 桜馬場町停留場：諏訪神社前 - 中川町（現・新中川町）間、1944年1月廃止[10]。